# Eugen Croissant (Autor)

Eugen Croissant

Eugen Croissant (* 10. März 1862 in Germersheim; † 4. August 1918) war ein deutscher Journalist und Schriftsteller.

## Leben
Er besuchte die Lateinschule in Germersheim, danach das Gymnasium in Speyer und studierte anschließend in München Geschichte, Kunstgeschichte und Philosophie. Danach wurde er in Zweibrücken Redakteur des Pfälzischen Merkur und Herausgeber der Zeitschrift Der Pfälzerwald. 1899 wurde er Direktor der Zweibrücker Druckerei.

## Schriften
- Gedichte eines Skeptikers. Friedrich, Leipzig 1890.
- (Mit Bernhard Westenberger) Hildegard Scholl. Entsch, Berlin 1896.
- Buschur. Gedichte in pfälzischer Mundart. Lehmann, Zweibrücken 1899. (Digitalisat)
- Heimliche Liebe. Eine Geschichte aus den Tagen des Herzogtums Zweibrücken und Pfälzische Humoresken. Zweibrücker Druckerei, Zweibrücken 1900.
- Das Weib. Lehmann, Zweibrücken 1912.